# Caudete de las Fuentes
Caudete de las Fuentes ist eine spanische Gemeinde (Municipio) mit 720 Einwohnern (Stand: 2024) in der Valencianischen Gemeinschaft, in der Comarca La Plana de Utiel–Requena.

## Lage
Caudete de las Fuentes liegt etwa 85 Kilometer westnordwestlich von Valencia in einer Höhe von ca. 770 m. Durch die Gemeinde führt die Autovía A-3.

## Geschichte
| Jahr      | 1900  | 1930  | 1950  | 1960  | 1970  | 1981  | 1991 | 2001 | 2011 | 2021 |
| --------- | ----- | ----- | ----- | ----- | ----- | ----- | ---- | ---- | ---- | ---- |
| Einwohner | 1.459 | 1.500 | 1.638 | 1.375 | 1.145 | 1.074 | 917  | 809  | 774  | 701  |

## Kultur und Sehenswürdigkeiten
- archäologische Fundstelle Kelin der iberischen Siedlung Los Villares
- Marienkirche (Iglesia de la Natividad de Nuestra Señora) von 1731
- archäologisches Museum

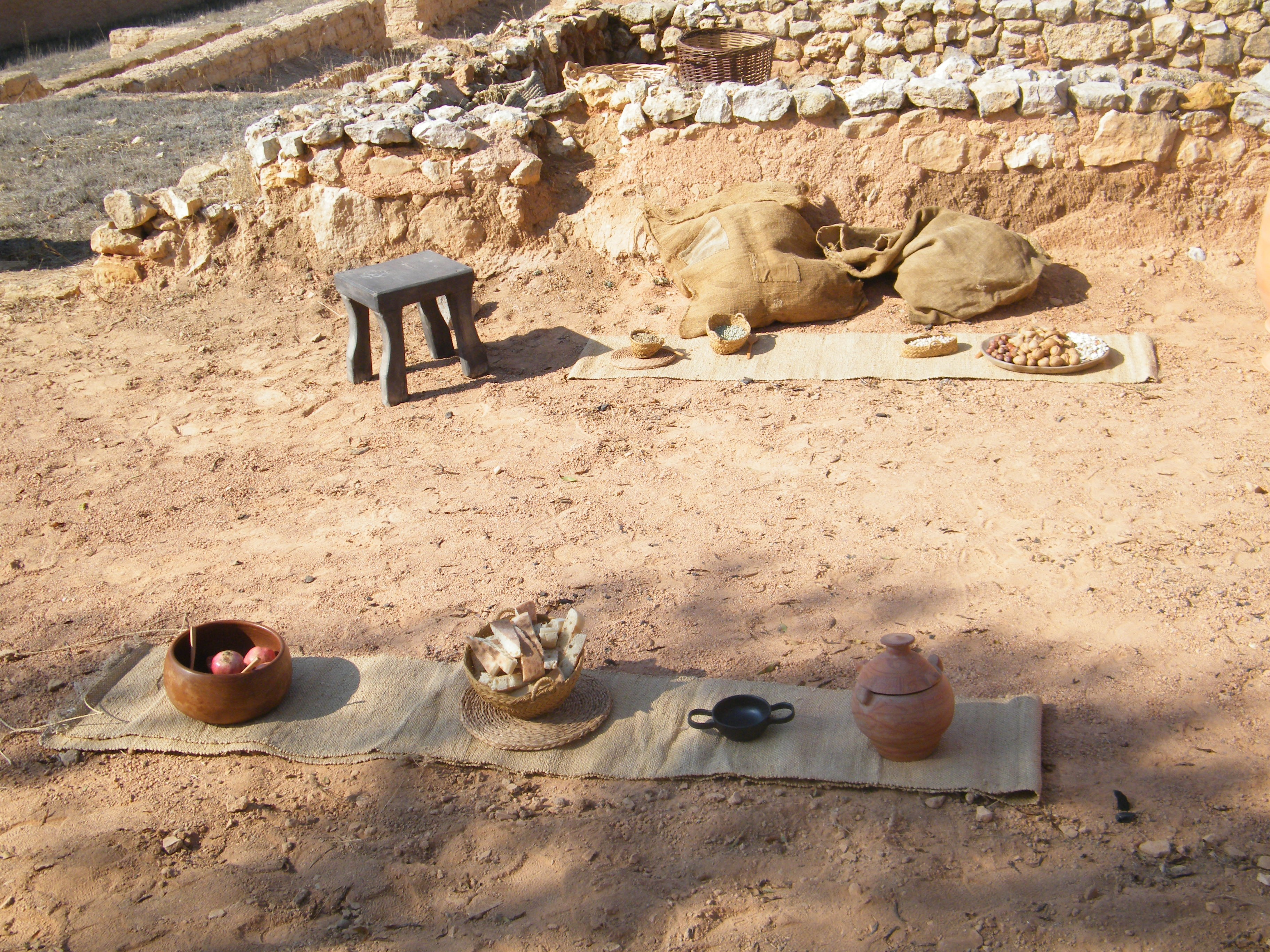
Archäologische Fundstelle
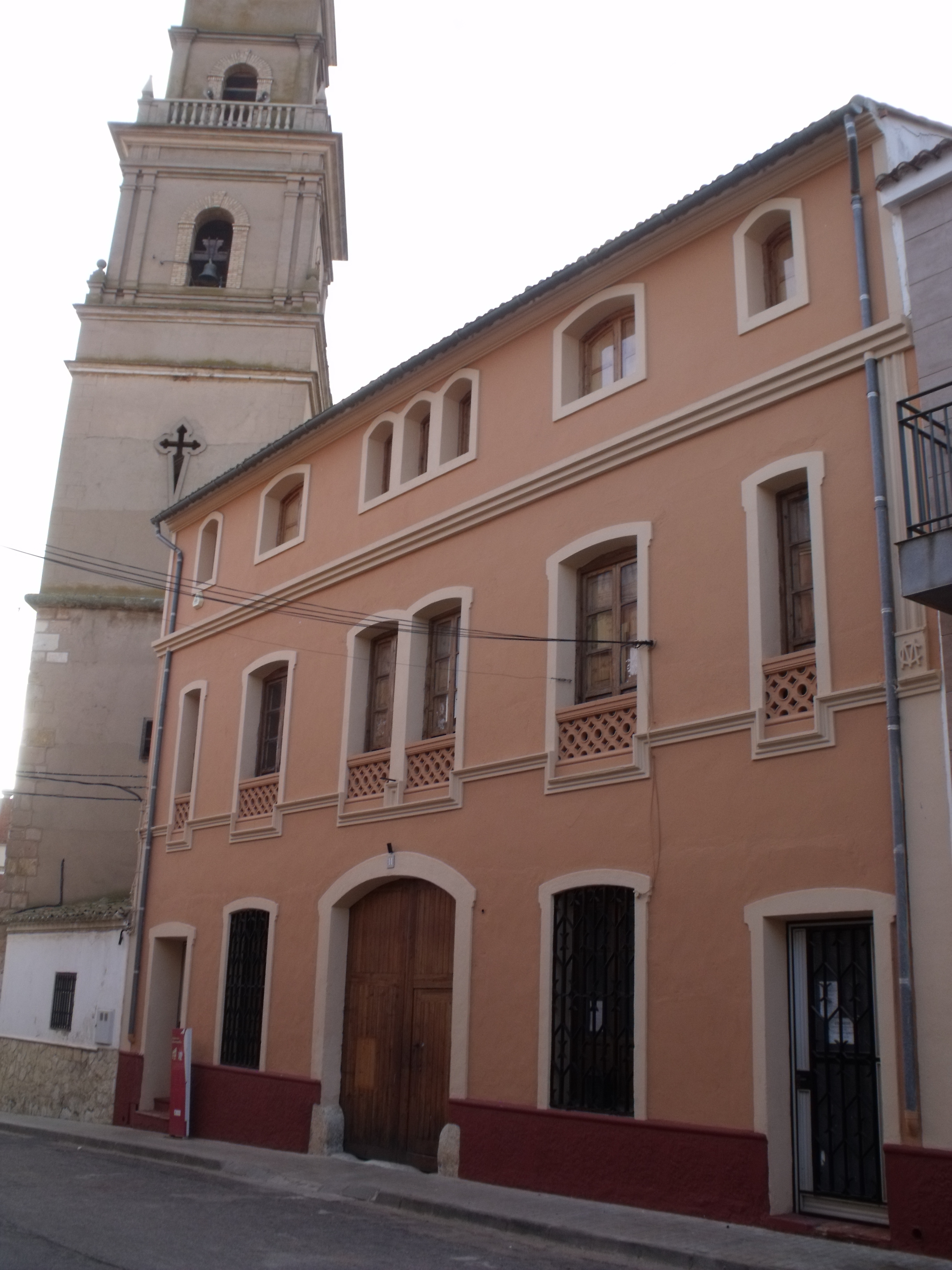
Marienkirche mit dem archäologischen Museum im Vordergrund
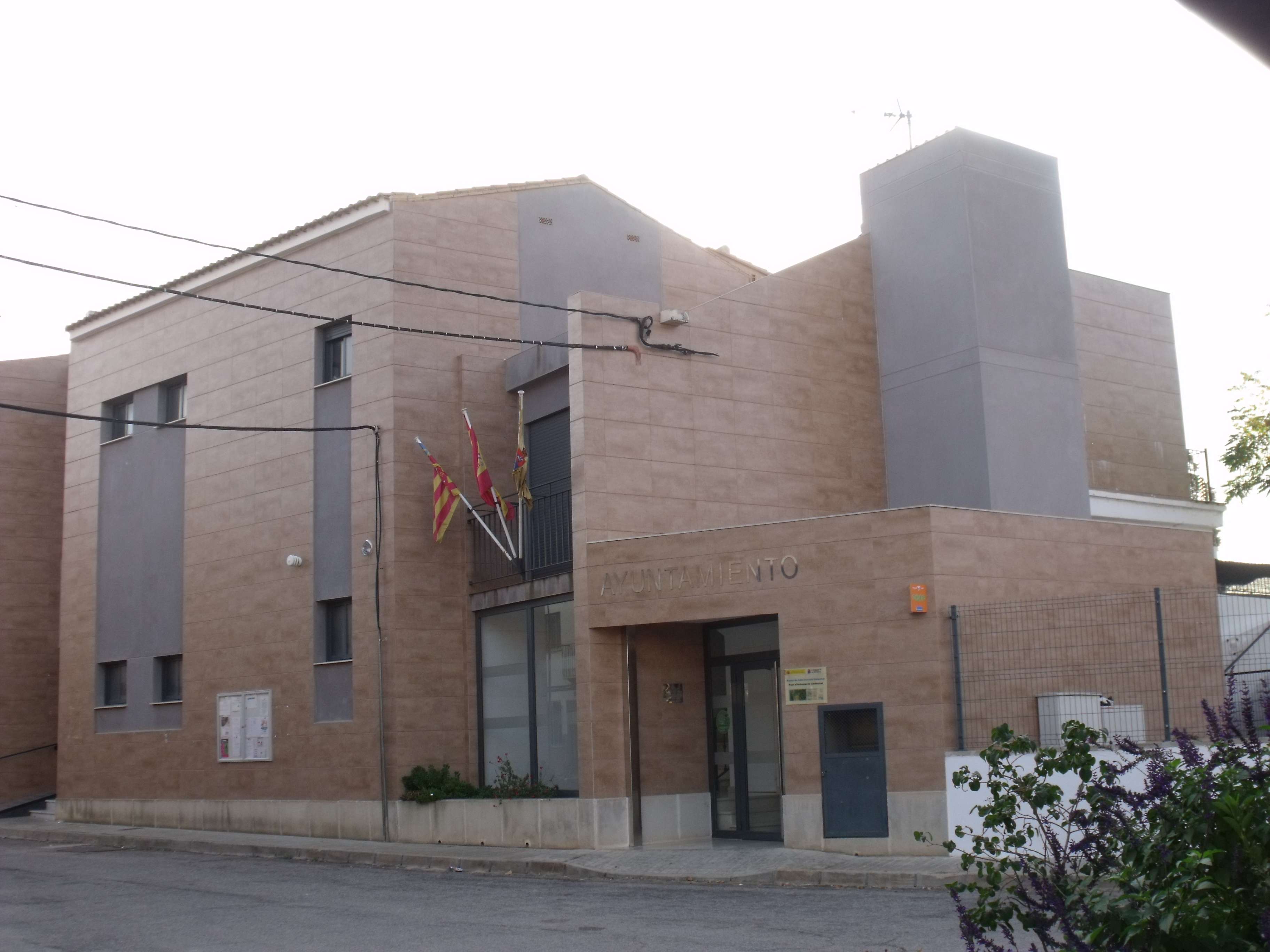
Rathaus